# James Dunlop

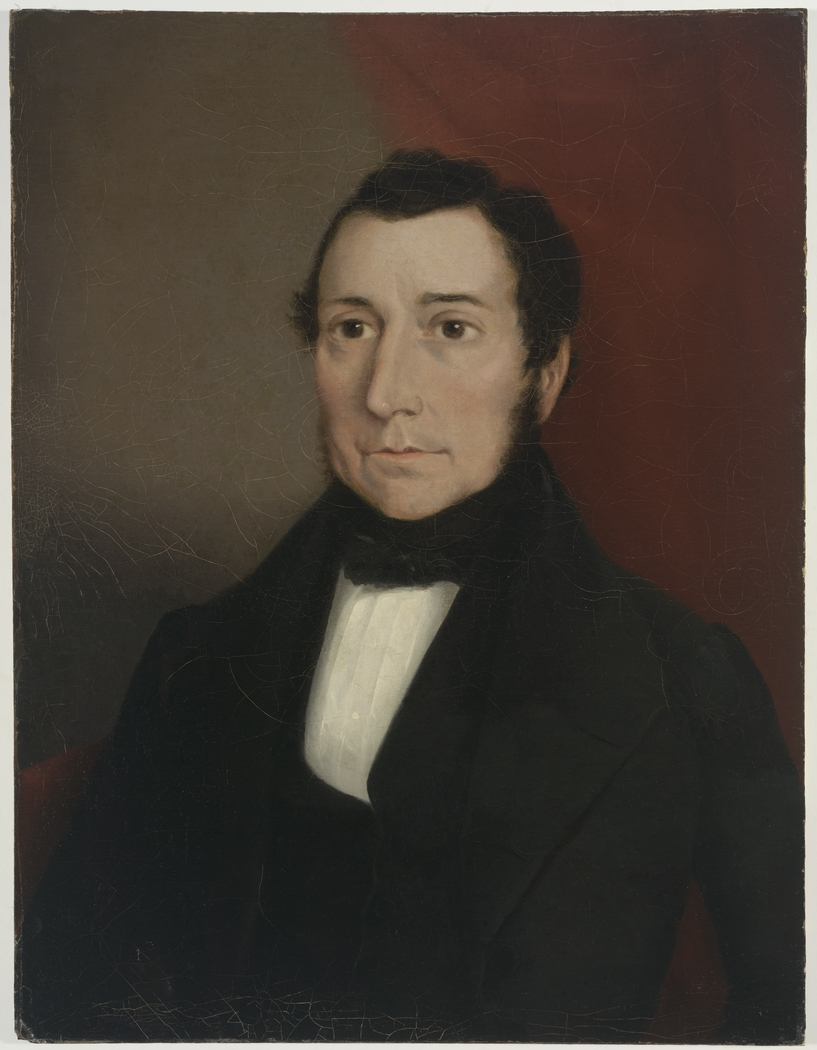
James Dunlop na portrecie namalowanym przez Josepha Backlera

James Dunlop (ur. 31 października 1793 w Dalry w hrabstwie Ayrshire, zm. 22 września 1848 w Boora Boora w Nowej Południowej Walii) – szkocki astronom, odkrywca wielu gromad gwiazd, mgławic i galaktyk.

## Życiorys
James Dunlop urodził się 31 października 1793 w Dalry, uczył się w tamtejszej szkole. W wieku 14 lat zatrudnił się w fabryce włókienniczej w sąsiednim miasteczku Beith, jednocześnie uczęszczał też do szkoły wieczorowej. Już w młodym wieku zainteresował się astronomią, był jednak samoukiem. Swój pierwszy teleskop zbudował w 1810.
W 1820 zawarł znajomość z Thomasem Brisbane’em, który w 1821 został wysłany do Australii jako Gubernator Nowej Południowej Walii. Brisbane postanowił zbudować prywatne obserwatorium astronomiczne w Paramatta (obecnie Parramatta) i do pomocy mianował dwóch asystentów naukowych – Karla Rümkera i Jamesa Dunlopa, którzy wraz z nim udali się do Australii. Do Sydney dotarli w listopadzie 1821. Obserwatorium, zbudowane w pobliżu domu gubernatora, zaczęło funkcjonować w maju 1822 i wraz ze zbudowanym w 1820 obserwatorium południowoafrykańskim na Przylądku Dobrej Nadziei było wówczas najważniejszym obserwatorium astronomicznym na półkuli południowej. Rümker, który był pierwszym asystentem Brisbane’a, czuł się niedoceniany, popadł w konflikt ze swoim pracodawcą i opuścił obserwatorium w 1823. Wówczas jego stanowisko objął Dunlop. Mimo że nie studiował astronomii, wiele nauczył się od Rümkera i Brisbane’a. Pomiędzy czerwcem 1823 a lutym 1826 wykonał 40 000 obserwacji i skatalogował 7385 gwiazd.
Na początku 1826 Brisbane powrócił do Anglii, przed swoim wyjazdem sprzedał obserwatorium państwu. Dunlop miał nadzieję zostać dyrektorem obserwatorium, lecz stanowisko to przyznano Rümkerowi. Rozczarowany Dunlop opuścił obserwatorium w marcu 1826, lecz postanowił pozostać w Paramatta, by prywatnie prowadzić obserwacje gwiazd podwójnych, gromad gwiazd i mgławic. Obserwacje prowadził w swoim ogrodzie, a największym teleskopem jakiego używał był własnoręcznie skonstruowany 22,8 cm teleskop zwierciadlany. Pomiędzy 27 kwietniem a 24 listopadem 1826 odkrył 629 gromad gwiazd i obiektów mgławicowych. Gdy księżyc był zbyt jasny lub widoczność była zbyt słaba, obserwował gwiazdy podwójne, skatalogował ich łącznie 254.
W 1827 Dunlop powrócił do Londynu. Przez cztery kolejne lata pracował w prywatnym obserwatorium Brisbane’a w Roxburgh w Szkocji. W lutym 1828 Dunlop i Brisbane otrzymali Złoty Medal Królewskiego Towarzystwa Astronomicznego.
Rezultaty swych prywatnych obserwacji obiektów niegwiazdowych w Australii Dunlop opublikował w 1828 w pracy A catalogue of nebulae and clusters of stars in the southern hemisphere, observed at Paramatta in New South Wales. Początkowo dzieło to zostało przyjęte przez innych astronomów z entuzjazmem, był to bowiem dopiero drugi w historii katalog gromad gwiazd i obiektów mgławicowych widocznych z półkuli południowej (pierwszy opublikował de Lacaille w 1755, lecz używał małego teleskopu soczewkowego o aperturze zaledwie 1,3 cm, dlatego dostrzegł tylko 42 obiekty). Później jednak praca Dunlopa spotkała się z krytyką i często była ignorowana, czego głównym powodem jest niedokładność pozycji oraz fakt, że około połowy wymienionych przez niego obiektów nie udało się zidentyfikować. John Herschel, który prowadził obserwacje na Przylądku Dobrej Nadziei w latach 1834–1838 odnalazł tylko 211 (34%) obiektów z katalogu Dunlopa. Nowsze analizy z wykorzystaniem oryginalnych notatek Dunlopa zwiększyły liczbę zidentyfikowanych obiektów do około 355 (56%).
W kwietniu 1831 Dunlop został mianowany superintendentem obserwatorium w Paramatta, jako następca Rümkera. Dotarł do Sydney 6 listopada 1831, lecz zastał obserwatorium w bardzo złym stanie. Podczas remontu obserwatorium zbudowano mu też nowy dom. W 1835 stan zdrowia Dunlopa zaczął się pogarszać, nie miał on żadnych asystentów, a obserwatorium atakowane przez termity znów zaczęło stopniowo popadać w ruinę. W sierpniu 1847 Dunlop zrezygnował ze swej funkcji i zamieszkał na farmie przy Brisbane Water. Zmarł 22 września 1848.